# جوزيف والثر
جوزيف ب. والثر (بالإنجليزية: Joseph B. Walther)‏ (مواليد 1958) أستاذ في مدرسة وي كيم وي للاتصالات والمعلومات في جامعة نانيانغ التكنولوجية في سنغافورة. ويركز بحثه على الديناميات الاجتماعية والشخصية بين الأفراد للاتصال بوساطة الكمبيوتر، وفي المجموعات، والعلاقات الشخصية، والأوضاع التنظيمية والتعليمية. ويلُاحظ لإنشاء نظرية معالجة المعلومات الاجتماعية في عام 1992.